# Języki Madagaskaru

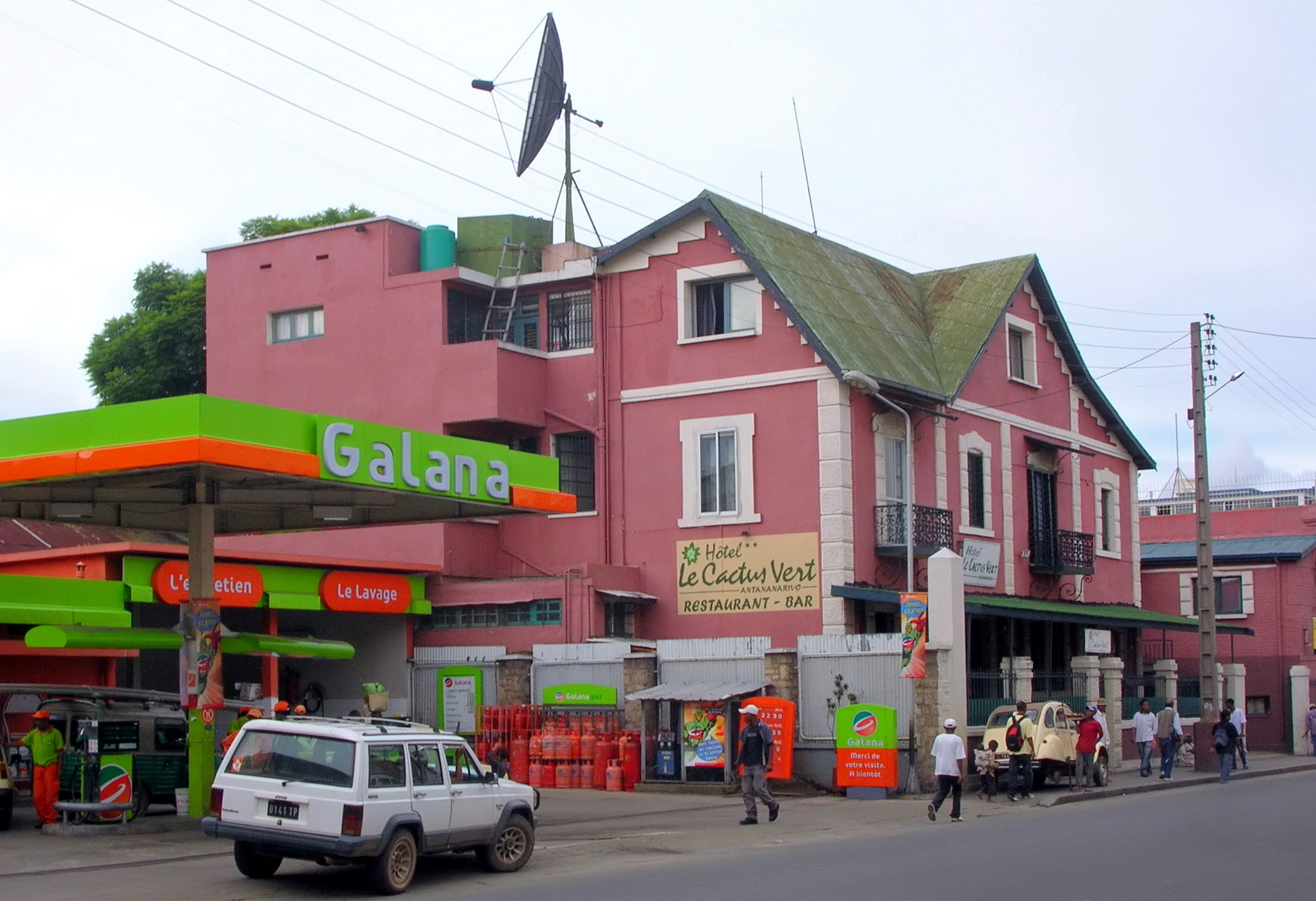
Francuskojęzyczne napisy w Antananarywie, stolicy kraju

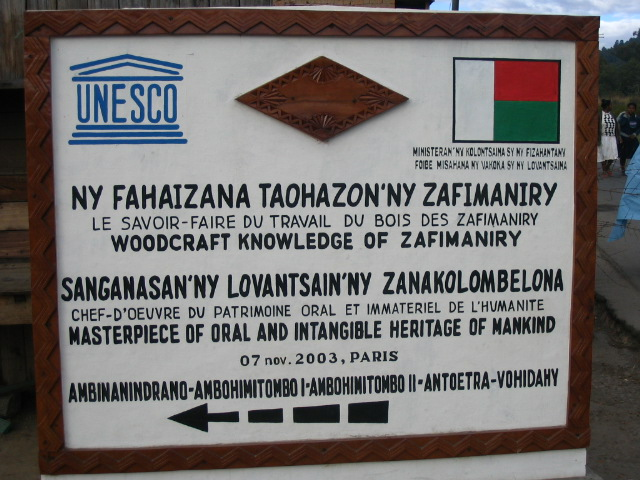
Tabliczka z napisami w językach malgaskim, francuskim i angielskim

Języki Madagaskaru – języki używane w afrykańskim państwie Madagaskar.
Język malgaski, używany ogólnie na całym terytorium wyspy, to przedstawiciel języków malajsko-polinezyjskich (rodzina austronezyjska). Pomimo wielkości wyspy Malgasze posługują się tylko jednym językiem etnicznym, przy czym malgaski jest silnie rozdrobniony dialektalnie. Nie jest on jednakże jedynym językiem urzędowym Madagaskaru, gdyż funkcję tę pełni również francuski. Madagaskar należy do krajów frankofońskich. Edukacja dzieci w tej dawnej kolonii francuskiej odbywa się właśnie w tym języku.
Pierwsza konstytucja Madagaskaru została uchwalona w 1958 r. Uznała zarówno język malgaski, jak i język francuski za oficjalne języki Republiki Malgaskiej.
Kolejna ustawa zasadnicza tego kraju, którą uchwalono w 1992, nie wymieniała już w przeciwieństwie do poprzedniczki żadnych języków urzędowych. Zamiast tego nadała językowi malgaskiemu miano języka narodowego. Jednakże wiele źródeł podaje w dalszym ciągu, że i język malgaski, i język francuski są oficjalnymi językami tego kraju, i de facto oba nimi są. W kwietniu 2000 r. obywatel podniósł kazus prawny publikacji oficjalnych dokumentów w języku francuskim. Działania takie uznał za niekonstytucyjne, jednakże organ odpowiedzialny za zgodność prawa stanowionego z ustawą zasadniczą przyjrzał się tej sprawie i zauważył, że nieobecność prawa normującego te kwestie powoduje, że francuski nadal posiada status języka urzędowego.
W Konstytucji opracowanej w 2007 język malgaski pozostał językiem narodowym. Wprowadzono natomiast aż trzy języki urzędowe: malgaski, francuski i angielski. Ten ostatni włączono go grupy języków posiadających ten status, po części kierując się chęcią poprawy relacji z sąsiadującymi krajami używającymi tego języka, jak też w celu wsparcia bezpośrednich inwestycji zagranicznych. Jednakże nie trwało to długo. Język angielski został usunięty z listy języków urzędowych ujętych w konstytucji poprzez głosowanie w referendum z 2010 roku. Niemniej jego wynik nie został uznany przez opozycję polityczną ani przez społeczność międzynarodową. Krytykowano je za brak transparentności i włączenie w organizację wyborów High Transitional Authority.